# Strobilanthes lanyuensis
Strobilanthes lanyuensis là một loài thực vật có hoa trong họ Ô rô. Loài này được Seok, C.F. Hsieh & J. Murata mô tả khoa học đầu tiên năm 2004.